# Trevorton
Trevorton és una concentració de població designada pel cens dels Estats Units a l'estat de Pennsilvània. Segons el cens del 2000 tenia 2.010 habitants.

## Demografia
Segons el cens del 2000, Trevorton tenia 2.010 habitants, 866 habitatges, i 560 famílies. La densitat de població era de 181,3 habitants/km².
Dels 866 habitatges en un 25,2% hi vivien nens de menys de 18 anys, en un 52,5% hi vivien parelles casades, en un 8,3% dones solteres, i en un 35,3% no eren unitats familiars. En el 31,6% dels habitatges hi vivien persones soles el 16,5% de les quals corresponia a persones de 65 anys o més que vivien soles. El nombre mitjà de persones vivint en cada habitatge era de 2,32 i el nombre mitjà de persones que vivien en cada família era de 2,91.
Per edats la població es repartia de la següent manera: un 21,1% tenia menys de 18 anys, un 7,1% entre 18 i 24, un 27,5% entre 25 i 44, un 23,9% de 45 a 60 i un 20,4% 65 anys o més.
L'edat mediana era de 42 anys. Per cada 100 dones de 18 o més anys hi havia 95,1 homes.
La renda mediana per habitatge era de 32.013 $ i la renda mediana per família de 38.143 $. Els homes tenien una renda mediana de 30.236 $ mentre que les dones 18.207 $. La renda per capita de la població era de 15.781 $. Entorn del 6% de les famílies i el 8,6% de la població estaven per davall del llindar de pobresa.

## Poblacions més properes
El següent diagrama mostra les poblacions més properes.